# Tsubouchi Shoyo

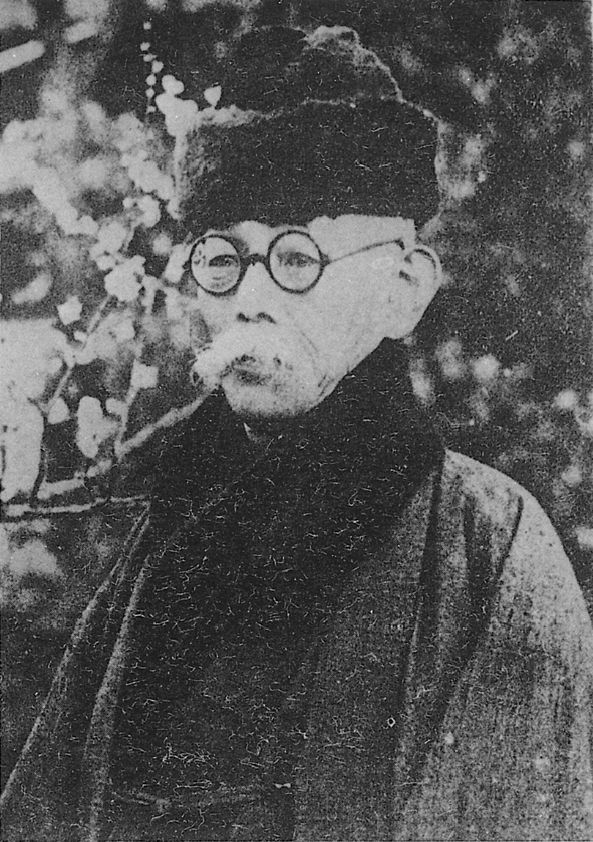
Tsubouchi Shoyo

Tsubouchi Shōyō (Japans: 坪内 逍遥) is het pseudoniem van Tsubouchi Yūzō (Japans: 坪内雄蔵) (Mino, 23 juni 1859 - Atami, 28 januari 1935). Hij was een Japans auteur, criticus, dramaturg en vertaler en introduceerde de moderne roman in Japan. Hij gebruikte ook het pseudoniem Harunoya Oboro (春のやおぼろ).

## Leven

### Jeugd nabij Nagoya
Tsubouchi Shōyō werd omstreeks 1859 onder de naam Tsubouchi Yūzō geboren in Mino (nu de Gifu-prefectuur) nabij Nagoya. Hij was lid van een ijverige, zij het soms toch niet echt fantasierijke familie.
Zijn vader was een toegewijde functionaris in de lokale overheid van de Owari-han, een van de grote provincies in het systeem van de Tokugawa-periode. Tegen het einde van het Tokugawa Tijdperk stond hij aan het hoofd van een kleine gemeenschap in de buurt van Nagoya, Ota genaamd. Tsubouchi's vader was goed onderricht, werkte hard en was diepreligieus. Hij was ook zeer begaan met het correct uitvoeren van zijn officiële en familiale taken, maar aan verbeelding en creativiteit ontbrak het hem wat.
Tsubouchi's moederlijke lijn bracht daarentegen op zijn minst één poëet voort en zijn moeder had een grote belangstelling voor het theater. Ze zou de kans een voorstelling bij te wonen niet snel aan haar neus voorbij laten gaan. De belangstelling voor het theater heeft Tsubouchi van haar geërfd.
Tsubouchi's jeugd in Ota en later in Nagoya, waar zijn vader vanaf 1869 verbleef, verliep rustig. Aan zijn opleiding is evenmin iets ongewoons op te merken. Hij leerde net als de andere jongens van zijn leeftijd de Chinese Klassieken uit het hoofd en hield zich in zijn vrije tijd vooral bezig met het lezen van avonturenverhalen van Bakin en andere negentiende-eeuwse auteurs. Wel zou hij later nog Engelse lessen volgen. Zijn familie was immers zeer ambitieus en, gezien de tijd waarin ze leefden, kon een zekere kennis van het Engels niet ontbreken.

### Studentenleven in Tokio
Op 17-jarige leeftijd ging hij in 1876 met een studiebeurs studeren aan de universiteit van Tokio. Mensen die aan deze universiteit afstudeerden, genoten een zeker prestige, maar Tsubouchi zelf stond er toch sceptisch tegenover. In 1881 zakte hij voor zijn derde jaar en verloor daardoor zijn studiebeurs. Om zijn studies en zijn leven in Tokio te kunnen bekostigen, stichtte hij een bescheiden schooltje en nam hij verschillende baantjes aan als parttime leraar in privé-scholen. Hij weet zijn falen aan het losbandige studentenleven en als gevolg van deze ervaring zou hij in 1883 afstuderen als een ontnuchterd man.
Het is in deze periode dat hij weleens naar de wat minder zedige kwartieren van de stad ging. Dit heeft hem, net als zijn familiale achtergrond, ongetwijfeld getekend als schrijver en kan verklaren hoe het mogelijk is dat Tsubouchi zo goed over vrouwen kon schrijven. In 1884 leerde hij Sen kennen, een prostituee, die zes jaar jonger was. Na haar drie jaar in bescherming te hebben genomen, nam hij haar in 1886 in huis en ze trouwden nog datzelfde jaar.
Tsubouchi's huis deed echter ook dienst als onderkomen voor een aantal studenten. Wanneer Sen arriveerde met haar koffers in de hand, was de verbazing groot en er deden al snel verschillende geruchten de ronde over “die jonge vrouw die bij Tsubouchi inwoonde”. Zoals hierboven reeds vermeld, trouwden Tsubouchi en Sen in oktober 1886, maar ze zou nooit volledig door haar aangetrouwde familie geaccepteerd worden, en, in zekere zin, ook niet door de maatschappij in zijn geheel. Het huwelijk met Sen zou Tsubouchi's carrière niet altijd van een leien dakje doen lopen.

### Verdiensten in Waseda
In 1889 ging Tsubouchi lesgeven aan de Universiteit van Waseda (toen nog de Tokyo Senmon Gakkō (東京専門学校)), waar hij tot 1915 zou blijven. Tijdens deze periode was hij zeer actief.
In 1891 stichtte hij de Waseda Bungaku (早稲田文学), een kritisch tijdschrift. Vanaf 1906 werd hij lid van de Bungei Kyōkai (文芸協会) (Vereniging voor Kunst en Literatuur) en de Shingeki (新劇)-beweging (Beweging van het Nieuwe Theater), waar hij tot 1913 een niet onbelangrijke rol vervulde. Door actief bezig te zijn in deze bewegingen en in het stichten van het departement van Literatuur heeft hij een stempel kunnen drukken op zowel theater als literatuur.

### Het einde in Atami
Reeds in 1912 bouwde hij in Atami een hutje, omdat hij er regelmatig verbleef. Later, in 1920 bouwde hij een ander bescheiden stekje met de naam Soushisha, waar hij de rest van zijn leven zou doorbrengen, genietend van onderzoekswerk, creatieve bezigheden en het esthetische leven.
Hij stierf in 1935.

## Werk

### Shosetsu Shinzui (小説神髄) (het wezen van de roman)
Tsubouchi gaf al les voor hij was afgestudeerd en werd later een van de grote namen in het Japanse universiteitsleven. Door zijn vele publicaties, maar ook via zijn lessen heeft hij de basis gelegd van de moderne Japanse literaire kritiek. In zekere zin heeft hij de literaire kritiek voor Japan uitgevonden met zijn in 1885-1886 verschenen Shosetsu Shinzui.
In dit kritische werk trachtte hij aan te duiden wat er mis was met de Japanse romanliteratuur en wat er volgens hem aan verbeterd kon worden. In tegenstelling tot andere critici die zich bezighielden met filologische analyses en allerlei details, schreef Tsubouchi daarentegen over een bepaald genre binnen de literatuur, namelijk de roman, en poogde de betekenis en functie ervan te definiëren.
Wat het meest benadrukt wordt in Shosetsu Shinzui, is dat men, wanneer men een roman schrijft, dieper moet graven dan de oppervlakte en moet proberen te beschrijven wat de mens drijft. Hij had het zelf vaak over “het hart van de mensen doorgronden”. Om dit op een effectieve manier te kunnen doen, bedacht hij een techniek die menig auteur in de 20e eeuw zou overnemen, namelijk het eigen leven als vertrekpunt nemen. Mede dankzij deze techniek is er in zijn romans tal van informatie terug te vinden over het leven in de Meiji-periode.
Toch waren niet al zijn tijdgenoten het met hem eens. Tsubouchi's uitspraak dat de tanka en de haiku te kort waren en daarom nooit het hart van de mens konden doorgronden, stuitte op hevige kritiek van dichters als Masaoka Shiki (正岡子規).

### Romans
De theorie die hij in Shosetsu Shinzui had beschreven zou hij tussen 1885-1889 in de praktijk proberen om te zetten. Het werk dat het best past als model van de roman die hij in Shosetsu Shinzui op het oog had, is Saikun, zijn laatste roman.

#### Tōsei Shosei Katagi (当世書生気質) (Karaktertekening van de moderne student)
De eerste en tevens meest bekende roman die Tsubouchi schreef, is Tōsei shosei katagi, waar hij in 1885 enthousiast aan begon te schrijven. Aanvankelijk werd het werk hoofdstuk per hoofdstuk gepubliceerd op een soort pamflet. Later, in maart 1886 verscheen het als volledig boek in 20 hoofdstukken. Het boek was een enorm succes en maakte meteen Tsubouchi's naam als schrijver.
De term Katagi (karaktertekening) in de titel toont aan dat het boek kenmerken vertoond van het gelijknamige genre, dat stamt uit de Edo-periode. Dit genre wordt vooral gekenmerkt door slapstick humor, hetgeen dus ook vaak voorkomt in Tsubouchi's romans. Toch springt vooral het complexe plot en de manier waarop Tsubouchi de verhaallijn beheerst in het oog. Ook zijn er verschillende elementen uit het toneel terug te vinden, waar moderne critici en lezers zich vaak aan ergeren.

#### Imotose Kagami　(妹と背鏡) (Een spiegel op het huwelijk)
Imotose kagami, Tsubouchi's tweede roman, werd geschreven tussen november 1885 en augustus 1886. Tussen januari en september 1886 werd het op dezelfde wijze als Tōsei shosei katagi gepubliceerd. Het werk heeft nooit het succes van zijn voorganger gekend, ondanks Tsubouchi's gevestigde naam.
Ook deze keer verwijst de titel naar een reeds bekende literaire term, namelijk kagami (spiegel). De term werd oorspronkelijk gebruikt in historische werken en duidde op de accuraatheid van wat neergeschreven stond. De titel van Tsubouchi's werk impliceert dus dat het een juist inzicht geeft in het huwelijk. Hoewel dit in zekere zin wel het geval is, dient de oude term, net als in Tōsei shosei katagi, vooral om de aandacht te trekken.
Interessant om weten is het feit dat dit werk duidelijk invloed heeft gehad op het bekende werk Ukigumo (drijvende wolken) van Futabatei Shimei (二葉亭四迷) (1864-1909), wat nu nog altijd als Japans eerste moderne roman geldt.

#### Kokoya Kashiko　(ここやかしこ) (Hier en daar)
De volgende roman van Tsubouchi, Kokoya Kashiko, bleef onafgewerkt. Het werd tussen 20 maart en 14 mei 1887 in de Eizi Chōya Shinbun gepubliceerd.

#### Tanehiroi　(種拾い) (Zaadjes verzamelen)
De vierde roman van Tsubouchi's hand, Tanehiroi, verscheen in de Yomiuri Shinbun tussen 1 oktober en 9 november 1887. Het is mogelijk een fictieve optekening van een voorval dat gebeurde tijdens een reis die de hij in de zomer had ondernomen.

#### Matsu no Uchi　(松の内) (= een term die verwijst naar de eerste zeven dagen van het nieuwe jaar)
Matsu no Uchi is een wat lichter werk van Tsubouchi; het is slechts een derde de lengte van Tōsei shosei katagi. Het verscheen tussen 5 januari en 8 februari 1888 in de Yomiuri Shimbun. Inspiratie voor dit verhaal haalde hij uit een reis naar Atami, die hij samen met Sen had gemaakt. Dit werk viel nog minder in de smaak dan Imotose kagami en ook door moderne onderzoekers wordt het als een mislukking afgeschilderd.
Nog meer dan Imotose kagami had dit werk een grote invloed op Futabatei toen die zijn Ukigumo schreef.

#### Saikun (細君) (De echtgenote)
Tsubouchi's laatste poging tot het schrijven van een roman uitte zich in het korte werkje Saikun waarop hij meer dan een maand (oktober – november, 1888) gezwoegd had. De invloed van zijn vriend Futabatei was in deze periode het sterkst. De strenge zelfkritiek waaraan de jonge schrijver zichzelf onderwierp, opende Tsubouchis ogen en zette hem aan tot hard labeur. Elke regel moest tot in de details geperfectioneerd worden, hetgeen hem zwaar viel. Wellicht te zwaar, gezien het feit dat hij in 1889 plechtig zwoer nooit nog een roman te zullen schrijven.
Ondanks de kwaliteit van het werk, bleef het bij zijn tijdgenoten relatief onopgemerkt. De reden hiervoor is dat het in 1889 werd gepubliceerd in het tijdschrift Kokumin no tomo. In hetzelfde nummer verscheen echter ook Kochō, een werk van Yamada Bimyō. Het was vooral de illustratie bij het werk, een afbeelding van een halfnaakte vrouw, die de aandacht opeiste.

### Shakespeare
Ondanks de grote invloed op de ontwikkeling van realisme in de literatuur, is Tsubouchi het meest bekend om zijn vertalingen van Shakespeare. Beginnend in 1884 zou hij over de jaren het hele oeuvre van Shakespeare vertalen (inclusief de sonnetten). Deze vertalingen zouden meer dan een halve eeuw worden opgevoerd in de Japanse theaters.
In 1935 riep hij op zijn sterfbed zijn medewerkers bij zich om er zeker van te zijn dat de laatste versie van een vertaling van het hele oeuvre van Shakespeare volgens zijn persoonlijke richtlijnen zou worden gepubliceerd.

### Kabuki
Zijn meest bekende kabukistuk is Kiri Hitoha (桐一葉) (Het vallende Paulownia-blad). Het stuk is geschreven tussen 1894-1895 en werd vanaf 1904 opgevoerd. Inspiratie voor dit werk haalde hij uit het oude Japanse kabuki, jōruri (het oude Japanse poppentheater) en Chikamatsu Monzaemon (近松門左衛門). Maar ook de invloed die Tsubouchi heeft ondergaan bij het vertalen van Shakespeare valt op. Het stuk heeft het moderne kabuki erg geïnspireerd.
Andere bekendere stukken zijn Maki no Kata (牧の方) (De herder) (1896) en Hototogisu Kojō no Rakugetsu (不如帰古城の楽月) (De stille maan boven het oude kasteel waar de koekoek schreeuwt) (1897).

### Moderne Stukken
Wat betreft moderne theaterstukken is Shinkyoku Urashima (新曲浦島) (Het nieuwe Urashima) het meest bekende werk van Tsubouchi. Het stuk combineerde muziek en dans en vond veel aanhang bij het grote publiek. Inspiratie voor dit stuk haalde hij uit een oude Japanse volksvertelling. Het werd opgevoerd vanaf 1904. Een ander modern stuk van Tsubouchi is En no Gyōja (役の行者) (En, de asceet), hetgeen in 1916 werd opgevoerd.